# 御垣悦子
御垣 悦子（みかき えつこ、生年月日不明）とは元宝塚少女歌劇団雪組主演娘役クラスの人物である。

## 略歴
- 1922年、12期生として、宝塚音楽歌劇学校（現在の宝塚音楽学校）に入学し、宝塚少女歌劇団（現在の宝塚歌劇団）に入団。当時は「入学=入団」で学校と劇団は一体であった。
- 1930年、宝塚少女歌劇団を退団。

## 宝塚少女歌劇団時代の舞台出演
- 『永遠の青春』（雪組）（1925年3月1日 - 3月31日、宝塚大劇場）
- 『田原藤太』（雪組）（1925年5月1日 - 5月31日、宝塚大劇場）
- 『マッチガール』（雪組）（1926年2月1日 - 2月28日、宝塚大劇場）
- 『鷺塚巷談』（雪組）（1926年6月1日 - 6月30日、宝塚大劇場）
- 『紅梅染』（雪組）（1926年8月1日 - 8月31日、宝塚大劇場）
- 『むね割観音』（雪組）（1926年11月1日 - 11月30日、宝塚大劇場）
- 『唖女房』（雪組）（1927年1月1日 - 1月31日、宝塚大劇場）
- 『熊野』（雪組）（1927年4月1日 - 4月30日、宝塚大劇場）
- 『踊子ミミー』『門出の牛若丸』（雪組）（1927年7月1日 - 7月31日、宝塚大劇場）
- 『黄色い水仙』（雪組）（1927年10月1日 - 10月31日、宝塚大劇場）
- 『土佐坊煙草攻』『春のをどり』（雪組）（1928年4月1日 - 4月30日、宝塚大劇場）
- 『楽しき今宵』（雪組）（1928年10月1日 - 10月31日、宝塚大劇場）